# Topcroft
Topcroft är en civil parish i Storbritannien.   Den ligger i grevskapet Norfolk och riksdelen England, i den sydöstra delen av landet, 150 km nordost om huvudstaden London. Antalet invånare är 268. Arean är 7,8 kvadratkilometer.
Terrängen i Topcroft är mycket platt.